# セデック・バレ
『セデック・バレ』 （原題：賽德克·巴萊 /Seediq Bale、セデック語で「真の人」の意）は、2011年の台湾映画。監督はウェイ・ダーション。

## 概要
1930年、日本統治時代の台湾で起こった原住民セデック族による抗日蜂起事件である霧社事件を描く。ただし、史実をもとにしているものの、史実と異なる部分や創作も含まれている。
台湾映画史上最高額となる7億台湾元をかけて制作された。全2部作で、第1部は143分、第2部は131分。第1部が2011年9月9日、第2部が9月30日より公開され、2011年11月26日、第48回金馬奨で「最優秀作品賞」「最優秀助演男優賞」「最優秀オリジナル音楽」「最優秀音響効果」「観客賞」の最多5部門を受賞した。
日本では2012年3月の第7回大阪アジアン映画祭で初公開。台湾以外の国際映画祭に出品されたインターナショナル版（短縮版:155分）ではなく、2部作合計4時間半におよぶフルバージョン（タイトルは第1部『セデック・バレ 太陽旗』、第2部『セデック・バレ 虹の橋』）で、3月13日と14日にそれぞれ上映され、コンペティション部門の「観客賞」を受賞。
日本での一般公開は2013年4月20日で、『セデック・バレ 第一部 太陽旗』『セデック・バレ 第二部 虹の橋』が同時公開された。

## ストーリー
台湾のセデック族は、誰からも支配されることなく自然の中で狩猟をし、先祖から伝わるガヤ（掟）に従い、暮らしていた。その中で、部族同士の抗争、殺し合いもありつつ、自分たちの世界を築いて生きていた。出草（首狩り）の風習も生きていて、それは彼ら自身の宗教と価値観に基づいていた。
しかし日清戦争後、進駐してきた日本軍と戦って敗北し捕えられる。その後、警官の監視のもとで日本の風習や言語を身につけ、日本人の考えるところの文明を受け入れることを強制され、さらに少ない賃金による労働の供出を強いられていた。そして、日本人からの侮蔑、差別、女性の性的搾取が日常的に行われていた。日々鬱屈した不満が高まっており、警官へのリンチ事件をきっかけに、他の村と共に武装蜂起を決意した。それは最初から勝利の見込みのない、部族としての誇りを取り戻すためだけの戦いであった。派出所の警官を襲撃した後、運動会に集まっていた日本人たちを手当たり次第に惨殺し、山中でのゲリラ戦を仕掛けるが、対する日本軍は毒ガス、敵対部族の動員などによって追い詰め、壊滅へと追い込んでゆくのだった。

## 出演
- モーナ・ルダオ（壮年）：リン・チンタイ（林慶台）
- タイモ・ワリス：マー・ジーシアン（馬志翔）
- 小島源治：安藤政信
- 鎌田弥彦：河原さぶ
- 高山初子（オビン・タダオ）：ビビアン・スー（徐若瑄）
- モーナ・ルダオ（青年）：ダーチン（大慶）
- 佐塚愛佑：木村祐一
- 江川博通：春田純一
- 後藤中隊長：中村竜
- 宮川通信兵：ディーン・フジオカ
- 樺山資紀：野口寛
- 大島少将：日比野玲
- 深堀安一郎：石塚義高
- 吉村克己：松本実
- 杉浦孝一：吉岡そんれい
- 樺沢重次郎：にいみ啓介
- 菊川督学：蔭山征彦
- 花蓮港庁警察隊長：米七偶（林田充知夫）
- 花岡一郎（ダッキス・ノービン）：シュー・イーファン（徐詣帆）
- 花岡二郎（ダッキス・ナウイ）：スー・ダー（蘇達）
- 川野花子（オビン・ナウイ）：ルオ・メイリン（羅美玲）
- マホン・モーナ：ランディ・ウェン（温嵐）
- タダオ・モーナ：ティエン・ジュン（田駿）
- パワン・ナウイ：リン・ユアンジエ（林源傑）
- 小島マツノ：田中千絵（特別出演）

## スタッフ
- 監督・脚本：ウェイ・ダーション
- 製作：ジョン・ウー、テレンス・チャン、ホァン・ジーミン
- 撮影監督：チン・ディンチャン
- プロダクションデザイン：種田陽平
- 美術プロデューサー：赤塚佳仁
- 音楽：リッキー・ホー
- アクション監督：ヤン・ギルヨン、シム・ジェウォン